# 서광범
서광범(徐光範, 1859년 11월 8일~1897년 7월 17일)은 조선 말기의 문신, 정치가이며 개화파 사상가이다. 본관은 대구이며, 자는 서구(敍九), 아호는 위산(緯山)이며, 시호는 익헌(翼獻)이다. 미국식 이름은 케네스 서(Kenneth Suh)이다. 증조부는 의정부영의정을 지낸 서용보(徐龍輔)이다.
일찍이 박규수(朴珪壽), 오경석(吳慶錫), 유홍기(劉鴻基) 등의 영향을 받아 일본, 미국, 유럽 등 선진 문물을 접하고 근대화사상을 품게 되었다. 1884년 12월 박영효, 박영교, 서재필, 홍영식, 윤웅렬 등과 함께 갑신정변을 일으켰다가 실패하여 일본에 망명생활을 하였다. 그뒤 귀국하여 김홍집 내각에서 법무대신, 학무대신 등으로 활약하였다. 미국으로 전권공사로 발령받았다가 친러정부에 의해 해임된 후, 젊은 나이에 병으로 미국에서 생을 마쳤다. 서재필, 서재창과는 13촌 숙질간이다. 박규수, 유대치의 문인이다.

## 생애

### 배경과 초기 생애
1859년(철종 10년) 음력 11월 8일 평양 평안감사 사택에서 태어났다. 아버지는 이조참판을 지낸 서상익이며 어머니는 생원 박제완(朴齊完)의 딸 반남 박씨(潘南朴氏)이다.
영조의 정비 정성왕후의 친정아버지인 달성부원군(達城府院君) 서종제(徐宗悌)의 7대손으로, 그의 증조부는 정조 때 의정부영의정을 지낸 서용보이며, 할아버지는 예조 판서를 지낸 서대순(徐戴淳)이다. 당색으로는 노론이었으나 박규수의 문인이 되면서 노론 북학파가 되었다.
소년기에 안동 김씨 김병지(金炳地)의 딸과 결혼했으나 요절하고 다시 후처와 재혼하였다. 후처는 갑신정변으로 헤어졌고 나중에 의정부사인을 지낸 박승헌(朴承憲)의 딸 밀양 박씨를 삼취로 맞이하였다.
그의 부인이 안동 김씨였기 때문인지는 몰라도 그는 일찍부터 김옥균(金玉均)과 가까이 지냈고 또 김옥균과 같이 박규수(朴珪壽) 집을 출입해서 개화 사상이 강하였다. 곧 김옥균, 박영효(朴泳孝)등 동지들과 함께 개화당이란 단제를 만들었다. 구한국시대 서양인들이 간행한 잡지 조선휘보(Korean Repository）에 그가 별세하자 간단한 그의 경력을 소개하면서 개화당의 조직한 것에 대해,
서씨와 몇몇 동지들 서양 제국의 역사와 풍속, 그리고 지리를 공부할 목적으로 조용히 단체를 조직하였다. 그것은 조선어로 개화당이라고 부르는 새 말이었다.(하략)

### 과거 급제

일본 체류중 촬영한 사진
(뒷줄 왼쪽이 서광범, 맨 왼쪽은 박영효, 그 뒤는 서광범, 우측 두 번째가 서재필, 우측 앞이 김옥균
(1883년)

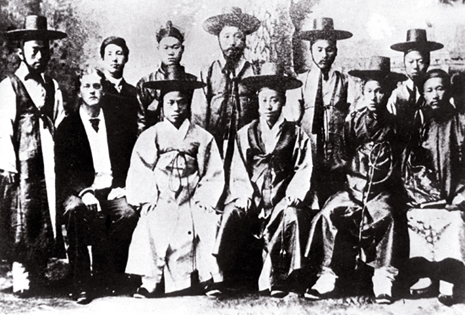
1883년 8월 미국에 파견된 보빙사절단, 오른쪽에서 두 번째 앉은 이가 서광범

1880년(고종 17) 증광문과(增廣文科)에 급제, 규장각 대교·검교, 홍문관 부수찬·홍문관부응교, 세자시강원 사서·세자시강원사서 겸 필선 남학 교수(南學敎授), 부응교 등을 지냈다. 1882년 4월 김옥균을 수행하여 일본 도쿄로 김옥균과 함께 일본의 국정을 시찰하였고, 7월 임오군란이 발생했다는 소식을 듣고 급거 귀국했다. 8월에 참찬관으로 임명되었다. 1882년 9월에는 임오군란 뒤 일본정부에 대한 배상금 청구문제를 해결하기 위해 박영효가 일본수신사로 파견되자, 또다시 박영효의 종사관으로 일본으로 건너가 일본의 신진 문물을 견학하였다. 이때 박영효의 권고로 수신사 일행이 귀국할 때 잔류, 별도의 시찰단 일원으로 파견되었던 김옥균과 함께 남아 일본을 돌아보고, 이듬해 3월에 귀국하였다.
1883년 규장각대교(待敎)에 임명되고 경연시독관을 겸하였다. 1883년 6월에는 보빙사(報聘使)가 미국에 파견될 때 보빙전권대사 민영익의 종사관으로 임명되어 미국의 주요 도시를 시찰하였고, 유럽 각국을 순방한 후 1884년 6월 1년 만에 귀국하였다. 그 영향을 받아 서양 선진문물에 관심이 많았고, 여러 차례의 외유를 통해 개화·자강의 필요성을 절감하고 변화에 대한 희망 역시 남달리 강하였다. 이후 1884년 7월 승정원 동부승지, 내무 참의(內務參議), 8월 참의군국사무(參議軍國事務), 병조참의, 병조참판 등을 지냈다.

### 갑신 정변 전후
1884년 12월에는 당시 고급 양반 자제 출신들인 김옥균, 박영효, 홍영식등 젊은 개화파들과 합세하여 보수정권을 타도하고 근대식 개혁정부를 수립하기 위한 갑신정변(甲申政變)을 거사하였다. 갑신정변은 이른바 ‘우정국사건’이라고도 하는데, 우정국(郵政局) 개국식을 하는 행사 시간을 이용하여 궁중에 불을 지르고 소란스런 분위기를 이용하여 고급 관료들을 현장에서 살해하는 거사였다. 그리고 순식간에 혁신정부의 조직을 발표하여 정권을 장악하였다. 서광범은 ‘좌우영사겸우포장’(左右營使兼右捕將) 겸‘대리외무독판’(代理外務督辦)직을 맡았다. 그러나 거사 계획의 부실과 외세와의 연계가 견고하지 못하여 청국군의 개입으로 정변은 ‘3일천하’의 실패로 끝나자, 일본 세력의 도움으로 일본으로 망명하였다.
청나라군의 개입으로 정변이 삼일천하로 끝나자 김옥균, 박영효, 서재필, 변수(邊樹) 등 8명과 함께 창덕궁 북문으로 빠져나가 옷을 변복하고 인천주재 일본 영사관 직원 고바야시의 주선으로 제일은행지점장 기노시타의 집에 은신하였다. 그러나 묄렌도르프가 추격대대대를 이끌고 오자, 기노시타의 배려로 일본 옷으로 갈아입고 인천 제물포항에 정박해있던 스치 가쓰자부노우(十勝三郞)의 천세환에 김옥균, 박영효, 서재필 등과 함께 은신해 있었다.
이때 묄렌도르프는 추격대와 외무독판 조병호(趙秉鎬)와 인천감리 홍순학(洪淳學)을 대동, 다케조에 신이치로 주조선일본공사에게 국적(國敵)을 넘길 것을 요구했다. 다케조에 신이치로가 이들을 넘기려 하자 스치 가츠자부노우(十勝三郞) 선장은 '내가 이 배에 조선 개화당 인사들을 승선시킨 것은 공사의 체면을 존중했기 때문이다. 이분들은 공사의 말을 믿고 모종의 일을 도모하다가 잘못되어 쫓기는 모양인데, 죽을 줄 뻔히 알면서도 배에서 내리라는 것은 도대체 무슨 도리인가? 이 배에 탄 이상 모든 것은 선장인 내 책임이니 인간의 도리로는 도저히 이들을 배에서 내리게 할 수 없다.'라고 다케조에 신이치로를 꾸짖고는 김옥균 일행을 배 밑의 밀실에 숨겨 주었다. 스치는 심순택이 보낸 병사들에게 '그런 사람들이 탄 사실이 없다.'하고 극구 부인했고, 추적자들도 외국 선박을 수색할 수가 없으므로 돌아섰다. 이들의 망명 사건은 1942년 7월 조용만의 단편 소설 배 안에서의 소재가 되었다.
다케조에 신이치로의 말바꾸기에 분개한 선장 스치 가쓰자부노우의 기지로 위기를 모면하고, 일행과 함께 지도세마루 호를 타고 일본 나가사키으로 망명하였다. 이어 서광범 등은 도쿄의 어느 외지에 은신해 있었다. 일본에 있는 동안 조선 조정에서는 암살자를 파견했다. 그는 본국정부의 소환령과 일본 정부의 무성의로 위태로움을 느껴, 다시 배편으로 미국으로 망명하였다(1885. 5).

### 미국 망명 생활
국내에 있던 그의 일가족은 모두 처형당했다. 한성부 감옥에 투옥된 서광범의 아버지 서상익은 8년간 수감생활을 하던 중 아사했다. 매천야록에 의하면 감옥에 수감되어 있었으나 그는 자기가 무슨 죄로 수감되어 있는지도 모르고 날마다 돼지가 먹던 음식찌꺼기를 먹고살다가 죽었다고 한다. 서광범의 아내 김씨는 옥중에서 절개를 지켜 1894년 이후 다시 서광범을 만났다.
갑신정변이 실패로 돌아간 후 그의 집안에서는 광(光)자 대신 병(丙)을, 재(載)자 대신 정(廷)자를 사용하였다. 그러나 일부는 광(光)자 항렬과 재(載) 항렬을 쓰기도 하였다.
미국에서의 망명생활은 비교적 안전하였다. 뉴욕, 뉴저지주 및 워싱턴 D.C. 등을 전전, 주로 미국 동부지역에서 거주하면서 사탕수수 농장과 커피 농장, 오렌지 농장에서 잡역부로 생계를 유지했다. 1892년에 미국 시민권을 획득하여, 미국 연방정부의 교육국 인종학과에서 번역관 겸 통역관으로 일하였다. 이때 그는 미국 정부기관지와 일반 잡지에 조선교육론(Education in Korea)과 조선민담(Korean Stories)을 게재, 발표하기도 하였다.
1894년 인사개편으로 해고되어 교육국의 사환을 하는 등 어렵게 생활하였으며, 그의 명성을 알아본 일본인 개화인사의 주선으로 워싱턴 D.C.에 있는 신지학회(神智學會)와도 관련을 맺어, 신지학회의 지역지부 건물의 관리인으로 재직하기도 하였다.

### 갑오 경장과 실각
1894년 봄 동학농민군의 봉기를 계기로 청-일전쟁이 일어나 조선에서 일본의 영향력이 커지자, 일본 외무성의 도움으로 귀국하게 되었다. 곧 사면, 복권되었고 1894년 12월 17일에 제2차 김홍집 친일내각이 서자 숭정대부 법부대신 겸 판의금부사로 기용되었다. 1895년 1월 미국 시민권을 포기하고 조선 국적을 회복하였다.
1895년(고종 32) 관제개정 이후 다시 법부대신 겸 고등재판장에 임명되었다. 그 후 내무부대신인 박영효, 김윤식 등과 함께 단발령 등을 도입하고 관제 개편을 추진하는 등 제2차 갑오개혁을 적극 추진하였다. 이때 사법제도의 근대화에 노력하여, 재판소야 검은 소야
법관양성소 규정 등을 제정하고, 당시 극형제도이던 참형(斬刑)과 능지처사가 비인도적임을 지적하여 교수형(絞首刑 목을 메어 사형시키는 것) 제도로 대체하였다.
또한 의금부를 법무아문 예하의 법무아문권설재판소(法務衙門權設裁判所)로 바꾸고, 모든 재판업무를 관할하게 했으며, 직접 대전회통과 속대전, 대명회통 등 고금의 법안을 보고, 일본과 미국의 신법률과도 비교 대조하여 새로운 법 제정을 추진하였다. 이때 그는 연좌제 폐지를 건의했으나 무산당했다. 이어 재판소구성법, 법관 양성소규정 등을 제정·공포하고 참형 대신 교수형 제도를 채택했다. 한편 기독교선교사에 대한 제한을 철폐했다. 1895년 4월에는 고종에게 상주하여 법무아문권설재판소 위에 고등재판소 제도를 만들고 고등재판관들을 선임한 뒤, 스스로 고등재판소장을 지냈다.

### 을미사변 전후
1895년 4월 19일 열린 특별공개재판 판결에 배석판사 이재정(李在正), 조신희(趙臣熙)와 함께 주심으로 참여, 이준용에게 2등급 강등과 종신유배형을 선고하였다. 그러나 판결 직후 고종이 특명을 내려 이준용의 형을 유배형 10년으로 다시 낮추었다.
1895년 가을 학부 대신(學部大臣)에 임명되었다. 1895년 10월 일본군 낭인과 조선인들에 의해 명성황후가 암살당했다. 학살사건 당일 제4차 김홍집 내각에서 임시 학부대신서리를 겸하게 되었다. 이후 왕후 암살 사건을 수습하는 과정에서 법무대신으로 고종의 민비의 폐서인 조칙에 서명한 것이 문제가 되어 왕비 암살에 가담하거나 연루되었다는 혐의를 받았다. 이는 그가 죽은 뒤에도 1898년부터 최익현, 윤용선 등의 상소에 거듭 지목, 언급되었다.

### 도미와 최후
1895년 제4차 김홍집내각(1895. 10)에서는 학부대신에 기용되었다가, 친러, 친일 양쪽의 이해관계에 의해 12월 11일에는 주미특명전권공사로 좌천되었다. 이때 미국의 로노크 대학교는 김규식 등 조선인 유학생이 있었으므로, 그는 특별히 로노크 대학의 졸업식 행사에 참석했고, 대학에서도 주미국 조선공사인 그에게 명예 법학 석사 학위를 수여하기도 했다. 그러나 아관파천(1896. 2)으로 친일내각이 붕괴되고 친러정권이 들어서자 곧 현지에서 해임되었다.
해임된 후, 당시에는 천역으로 알려진 폐병이 악화되어 회복하지 못하고, 조선으로 귀국하지 못했다. 1896년 6월 20일 중추원 1등의관(中樞院一等議官)에 임명되지만 돌아오지 않고 다시 미국 망명생활을 시작했다.
1897년 7월 17일 또는 8월 미국에서 일생을 마쳤다. 유언대로 화장하고, 유골은 1898년 봄 본국으로 송환되어 경기도 광주군 언주면 논현리 비정동(碑井洞) 산31(현 서울특별시 강남구 논현동 89-10) 야산에 유교식으로 다시 장사지냈다.

## 사후
1907년 순종 즉위 후 복권되고 1910년(융희 4년) 익헌(翼獻)의 시호가 추서되었다. 묘소는 경기도 광주에 있다가 후에 1985년 10월 경기도 양주군으로 이장되었다. 그의 묘는 후취 정경부인 밀양 박씨와 합장되어 묘 앞에는 묘비(墓碑)와 상석, 망주석이 1쌍 서 있다. 비석은 1900년 5월에 세워졌으며, 비문은 주 조선 미국 공사를 지낸 호러스 알렌이 지었고, 그의 사촌동생 서광식(徐光軾)이 다시 한문으로 번역한 뒤, 정리하여 그의 글씨체로 썼다. 1993년의 서울 강남구 도시 계획에 의해 강남구청으로부터 묘 이장 통고를 받고, 1985년 10월에 경기도 양평군 남면 신암리 198로 이장되고, 그의 첫 묘자리는 주차장으로 이용되고 있다.

## 가족 관계
- 조부 : 서대순(徐戴淳, 1805년 - 1871년)
  - 아버지 : 서상익(徐相翊, 1835년 - 1884년)
  - 어머니 : 반남 박씨(潘南朴氏), 박제완(朴齊完)의 딸
    - 부인 : 안동 김씨, 판서 김병지(金炳地)의 딸(? - 1874년)
    - 부인 : 광산 김씨
    - 부인 : 밀양 박씨, 의정부사인 박승헌(朴承憲)의 딸
      - 양자 : 서재덕(徐載德), 친척 서광정(徐光鼎)의 아들
- 외조부 : 박제완

## 같이 보기
| - 갑신정변 - 갑오경장 - 을미개혁 - 서재필 - 김옥균 - 김홍집 - 윤치호 - 박영효 - 홍영식 - 이승만 - 서재창 - 박영교 - 박정양 - 서상기 | - 박중양 - 안경수 - 양기탁 - 윤치오 - 유길준 - 유성준 - 이상재 - 이동녕 - 김규식 - 하응선 |

## 참고 자료
- 이 문서에는 다음커뮤니케이션(현 카카오)에서 GFDL 또는 CC-SA 라이선스로 배포한 글로벌 세계대백과사전의 내용을 기초로 작성된 글이 포함되어 있습니다.